# قميرة
قميرة قرية سورية تتبع ناحية مركز تلكلخ في منطقة تلكلخ في محافظة حمص. بلغ عدد سكانها 310 نسمة في عام 2004 حسب إحصاء المكتب المركزي للإحصاء.